# Elecciones federales de 1964 en Chihuahua
Las elecciones federales en Chihuahua de 1964 se llevaron a cabo el domingo 5 de julio de 1964, y en ellas se renovaron los siguientes cargos de elección popular:
- Presidente de la República. Jefe de Estado y de Gobierno de México, electo para un periodo de seis años sin posibilidad de reelección. El candidato ganador en el estado y elegido a nivel nacional fue Gustavo Díaz Ordaz.
- 2 senadores. Miembros de la cámara alta del Congreso de la Unión elegidos por mayoría relativa para un periodo de seis años.
- 6 diputados federales. Miembros de la cámara baja del Congreso de la Unión elegidos por mayoría simple para un periodo de tres años a partir del 1 de septiembre de 1964 sin posibilidad de reelección para el periodo inmediato.

## Resultados electorales

### Presidente de México
|  | 20.66 % |

|  | 79.34 % |

|  | 0.00 % |

|  | 100.00 % |

|  | 0.00 % |

|  | 56.63 % |

|  | 43.37 % |

### Senadores por Chihuahua

#### Senadores electos
| Candidato               | Partido | Tipo de elección |
| ----------------------- | ------- | ---------------- |
| Luis L. León            |         | Primera fórmula  |
| Manuel Bernardo Aguirre |         | Segunda fórmula  |

#### Resultados
|  | 22.67 % |

|  | 77.33 % |

|  | 0.00 % |

|  | 0.00 % |

|  | 0.00 % |

|  | 100.00 % |

|  | 0.00 % |

|  | 48.57 % |

|  | 51.43 % |

### Diputados federales por Chihuahua

#### Diputados electos
| Candidato                      | Partido | Distrito   | Tipo de elección |
| ------------------------------ | ------- | ---------- | ---------------- |
| Saúl González Herrera          |         | Distrito 1 | Mayoría relativa |
| Florentina Villalobos Chaparro |         | Distrito 2 | Mayoría relativa |
| Raúl Humberto Lezama Gil       |         | Distrito 3 | Mayoría relativa |
| Pedro N. García Martínez       |         | Distrito 4 | Mayoría relativa |
| Arnaldo Gutiérrez Hernández    |         | Distrito 5 | Mayoría relativa |
| José Martínez Alvídrez         |         | Distrito 6 | Mayoría relativa |

#### Resultados
|  | 22.87 % |

|  | 76.11 % |

|  | 0.77 % |

|  | 0.22 % |

|  | 0.03 % |

|  | 100.00 % |

##### Distrito 1: Chihuahua
|  | 34.11 % |

|  | 65.05 % |

|  | 0.43 % |

|  | 0.40 % |

|  | 0.00 % |

|  | 100.00 % |

|  | 0.00 % |

|  | 45.04 % |

|  | 54.96 % |

##### Distrito 2: Hidalgo del Parral
|  | 10.69 % |

|  | 89.05 % |

|  | 0.04 % |

|  | 0.15 % |

|  | 0.08 % |

|  | 100.00 % |

|  | 0.00 % |

|  | 71.63 % |

|  | 28.37 % |

- Nota: Luego de una revisión debido a diversas anomalías denunciadas por los representantes del Partido Acción Nacional y el Partido Popular Socialista, en las cuales se «manifiesta parcialidad del Comité Distrital en favor de los candidatos del Partido Revolucionario Institucional; resistencia del propio Comité a que fueran revisados paquetes que requerían un examen cuidadoso y un nuevo escrutinio, esto último, tan obstinadamente negado que ameritó dos intervenciones directas del Presidente de la Comisión Local Electoral; falta de boletas y sobrante de las mismas en varias casillas; alta votación en lugares de la zona indígena poco habitadas y de difícil comunicación; cómputos defectuosos y otras anomalías más que sería prolijo detallar.»

Debido a esta situación se ordenó un reconteo del total de las casillas de dicho distrito, resultando ganadora la candidata del PAN, Florentina Villalobos Chaparro sobre el candidato del Partido Revolucionario Institucional, Ramón Enríquez Burciaga. Finalmente, el cómputo de la elección quedó como se expone a continuación:
|  | 51.48 % |

|  | 46.20 % |

|  | 2.22 % |

|  | 0.11 % |

|  | 0.00 % |

|  | 100.00 % |

|  | 0.00 % |

|  | 40.90 % |

|  | 59.10 % |

##### Distrito 3: Ciudad Juárez
|  | 32.32 % |

|  | 67.17 % |

|  | 0.30 % |

|  | 0.12 % |

|  | 0.08 % |

|  | 100.00 % |

|  | 0.00 % |

|  | 55.89 % |

|  | 44.11 % |

##### Distrito 4: Ciudad Juárez
|  | 24.12 % |

|  | 75.50 % |

|  | 0.38 % |

|  | 0.01 % |

|  | 0.00 % |

|  | 100.00 % |

|  | 0.00 % |

|  | 50.16 % |

|  | 49.84 % |

##### Distrito 5: Guerrero
|  | 14.64 % |

|  | 84.94 % |

|  | 0.16 % |

|  | 0.26 % |

|  | 0.00 % |

|  | 100.00 % |

|  | 0.00 % |

|  | 50.50 % |

|  | 49.50 % |

##### Distrito 6: Camargo
|  | 21.40 % |

|  | 73.86 % |

|  | 4.26 % |

|  | 0.48 % |

|  | 0.00 % |

|  | 100.00 % |

|  | 0.00 % |

|  | 41.36 % |

|  | 58.64 % |